# Already Taken
Already Taken é uma banda de pop punk formada em Halden, Noruega.
No começo de 2006, a banda gravou seu primeiro EP.